# 倪亞達
《倪亞達》（英語：Ni Yada），作者為袁哲生，該劇由梁智瑜、曾寶儀、楊祐寧、梁詠荃、郭書瑤、周詠軒、丁強、李璇、蔡振南、楊麗音等主要演出。2010年3月開拍，2010年6月4日播出第一集。

## 播出時間

### 首播
| 頻道                     | 所在地 | 播放日期及時間                |
| ------------------------ | ------ | ----------------------------- |
| 台視（數位頻道同步播出） | 臺灣   | 2010年6月4日每週五22：00      |
| 三立都會台               | 臺灣   | 2010年6月5日每週六22：30      |
| 公視HD台                 | 臺灣   | 2010年12月9日每週一～日16：00 |

### 重播
| 頻道                     | 所在地 | 播放日期及時間                               |
| ------------------------ | ------ | -------------------------------------------- |
| 台視（數位頻道同步播出） | 臺灣   | 2010年6月11日每週五13：00                    |
| 台視（數位頻道同步播出） | 臺灣   | 2010年6月12日每週六13：00                    |
| 三立都會台               | 臺灣   | 2010年6月12日每週六15：00                    |
| 三立都會台               | 臺灣   | 2010年6月13日每週日14：30                    |
| 公視HD台                 | 臺灣   | 2011年1月7日每週一～五20：00                 |
| 公視HD台                 | 臺灣   | 2011年1月8日每週二～六08：00、12：00、16：00 |

## 演員陣容

### 主要演員
| 演員   | 角色            | 粵語配音 | 人物簡介、關係 |
| 梁智瑜 | 倪亞達 （10歲） | 陸惠玲   | 故事主角熱愛鹽酥雞跟棒球，想當棒球國手。                                                                                         |
| 楊祐寧 | 倪中興 （32歲） | 陳廷軒   | 亞達之父。個性天真浪漫，相信自己只是時運不濟，永遠只差一步就飛黃騰達。                                                           |
| 曾寶儀 | 吳美滿 （32歲） | 程文意   | 亞達之母。專科畢業，個性、隨和，很容易與人打成一片（其實是想拉保險）；外型清秀（自以為）；為了賺錢十分拼命，但賺的永遠不夠持家。 |

### 亞達家人
| 演員   | 角色                   | 粵語配音 | 人物簡介、關係 |
| 丁強   | 倪霸根 （70歲）        | 盧國權   | 亞達爺爺 個性嚴謹、火爆，嫉惡如仇。于第30集罹患阿兹海默症 |
| 李璇   | 倪盧春美 （58歲）      | 黃麗芳   | 亞達奶奶 。個性尚稱溫婉，書香世家出身，習慣以夫為天，因此不敢違背先生固執的脾氣，偶爾會背著先生關心孩子的狀態。 |
| 娜娜   | 康康 牛頭梗 （2歲）    | N/A      | 亞達之狗。聰明的流浪狗，會立正拜拜、撿球（撿了就丟水溝）。 |
| 郭書瑤 | 倪建國 （25歲）        | 羅杏芝   | 亞達姑姑。個性超級浪漫，對愛情憧憬，很想早點嫁人，脫離父母的管束，但是永遠所遇非人，總是遇到感情騙子。 |
| 蔡振南 | 吳所為 (阿公) （62歲） | 林保全   | 亞達外公。個性是永遠的反對黨（對於任何人的意見跟想法都持反對的態度）、不拘小節，不愛乾淨；十分有創意，不過創意多半跟錢有關（如何藏私房錢不被阿媽發現、如何走路可以撿到錢...），興趣是不勞而獲，還有看泳裝表演（內衣秀也可以）。 |
| 楊麗音 | 管太朵 （52歲）        | 蔡惠萍   | 亞達外婆、美滿養母。個性自信、叨唸，覺得完全靠自己，才能將家庭一手撐起，先生吳所為才能活得「健全」，認為吳所為上輩子積福才能娶得如此賢妻。                                                                                      |
| 寶媽   | 吳美滿生母             | 許盈     | 年輕時因與吳所為一夜情而有了吳美滿。 |
| 曾寶儀 | 吳美女                 | 沒有對白 | 亞達阿姨。 |

### 光榮國小
| 演員   | 角色            | 粵語配音 | 人物簡介、關係 |
| 李佳穎 | 班導師 （25歲） | 黃淑芬   | 亞達班導，遇到事情會很緊張。有點理想，有點熱血，對於班上學生一視同仁，認為教育該有教無類，不過對於行為太過分（如作弊、欺負弱小）的同學，會給予適度的懲罰。         |
| 梁詠荃 | 吳英雄 （11歲） | 黃麗芳   | 轉校生，算是亞達最怕的人，表面酷酷的但很挺朋友。 |
| 董彥霆 | 張長弓 （10歲） | 梁少霞   | 亞達同學，講話有點娘。個性大驚小怪，愛哭的娘娘腔。 |
| 陳俞仲 | 王大川 （10歲） | 黃淑芬   | 亞達同學，家裡很有錢，是亞達的朋友。個性豪氣、又愛放屁；身材圓滾，受父親是立法委員影響，也很海派，不過腦子也不太好（接近白目），是班上倒數一二名（常跟亞達競爭）。 |
| 王靖皓 | 李有福 （10歲） | 袁淑珍   | 亞達同學，亞達朋友。 |
| 曾映瑜 | 林真真 （11歲） | 劉惠雲   | 亞達同學，是之前亞達喜歡的人。個性怯弱、芭比娃娃型小美女，家庭背景良好，功課也不錯，是老師眼中的乖乖牌好學生，也是眾多男同學想要保護的對象；有個國一的姊姊林美美。 |
| 王凱琳 | 許亞萍 （10歲） | 鄭麗麗   | 亞達同學，同時也是亞達喜歡的人。個性早熟、具正義感，家庭狀況不穩定，弟弟不久前因意外死亡，父母感情也不好，所以常搬家。                                             |

### 其他角色
| 演員   | 角色            | 粵語配音                    | 人物簡介、關係 |
| 屈中恆 | 倪亞達          | 蘇強文                      | 兩人想像的長大時樣子。 |
| 庹宗康 | 王大川          | 林國雄                      | 兩人想像的長大時樣子。 |
| 郭耀仁 | 大柱哥 （45歲） | 馮錦堂                      | 討債的流氓。負責追殺中興的頭頭，身材瘦瘦的但有肌肉，鬍渣，穿花襯衫，但心地算是善良，盡量不為難中興家人，還被美滿說服買保險。 |
| 周詠軒 | 周公民 （22歲） | 陳卓智                      | 建國男友之一，滿口仁義道德但其實思想污穢。                                                                                   |
| 蔡振南 | 祖先 （62歲）   | 林保全                      | 吳所為的祖先 |
| 王品翔 | 大柱哥手下      | 黃榮璋                      | |
| 張家豪 | 大柱哥手下      | 胡家豪                      | |
| 邱書峰 | 孫先生          | 陳卓智                      | 吳美滿的鄰居。孫媽媽前夫。因為外遇所以才會和孫媽媽離婚。                                                                     |
| 僅雯   | 孫媽媽          | 許盈                        | 吳美滿的鄰居。孫先生前妻。跟美滿交情很好。                                                                                   |
| 陳菊   | 陳菊            | 蔡惠萍                      | 高雄市市長 |
| 郭耀仁 | 警察            | 馮錦堂                      | 在查倪中興的下落，大柱哥的孖生細路。                                                                                         |
| 庹宗華 | 國安人員        | 梁志達                      | |
| 范植偉 | 導演            | 蘇強文                      | 到光榮國小拍攝的導演。 |
| 張迪凱 | 瓦斯工人        | 黃榮璋                      | 到亞達家換瓦斯的人。 |
| 虛胖   | 阿诺            |                             | 流浪漢 |
| 馬志翔 | 捷運男子        | 劉奕希                      | 美滿以為他對自己有意思，其實是同性戀。                                                                                       |
| 張書豪 | 小帥            | 黃榮璋                      | 喜歡吳美滿。 |
| 李律   | 佩佩            | 劉惠雲                      | 縱火狂，美滿當看護時照護的病人                                                                                               |
| 吳震亞 | 王大偉          | 梁志達（前期） 陳欣（後期） | 王大川父親。 貪汙立委，所以家裡的錢較多。                                                                                    |
|        | 王大川媽媽      | 袁淑珍                      | |
| 吳震亞 | 王大川姑姑      | 梁志達                      | 外表和王大偉一樣。 |
| 張孝全 | 吳天良          |                             | 吳英雄父親。 |
|        | 另類無情        | 謝潔貞                      | 吳英雄的老大。 暗戀倪建國。                                                                                                  |
| 陳明淑 | 李有福媽媽      | 黃鳳英                      | 經常被吳美滿和倪亞達罵老鼠會。                                                                                               |
|        | 李有福爸爸      |                             | |
|        | 李有吉          |                             | 李有福弟弟。 經常被李有福欺負。                                                                                              |
|        | 許亞萍爸爸      |                             | 經常跟許雅萍媽媽吵架。 |
|        | 許亞萍媽媽      | 劉惠雲                      | 經常跟許雅萍爸爸吵架。 |
|        | 張長弓爸爸      |                             | |
|        | 張長弓媽媽      |                             | |
|        | 林真真爸爸      |                             | |
|        | 林真真媽媽      |                             | |
| 蔣孟庭 | 林美美 （12歲） | 張頌欣                      | 林真真的國一姊姊，個性十分機車討厭。                                                                                         |

## 電視劇歌曲
- 主題曲：愛就是咖哩，作詞：嚴爵／黃婷，作曲：嚴爵，演唱：嚴爵
- 片尾曲：風和日麗，作詞：陳沒，作曲：藍奕邦，演唱：劉若英
- 音樂：愛就是咖哩
- 音樂：風和日麗

## 收視率

### 台視首播收視率
| 播映日期                                                                   | 集數 | 平均收視 | 排名 | 最高分段收視 |
| -------------------------------------------------------------------------- | ---- | -------- | ---- | ------------ |
| 2010年6月4日                                                               | 01   | 1.89     | 2    | -            |
| 2010年6月11日                                                              | 02   | 1.55     | 2    | -            |
| 2010年6月18日                                                              | 03   | 1.59     | 2    | 1.79         |
| 2010年6月25日                                                              | 04   | 1.64     | 2    | -            |
| 2010年7月2日                                                               | 05   | 1.00     | 3    | 1.04         |
| 2010年7月9日                                                               | 06   | 0.84     | 3    | 1.05         |
| 2010年7月16日                                                              | 07   | 0.92     | 3    | 1.05         |
| 2010年7月23日                                                              | 08   | 0.94     | 3    | 1.10         |
| 2010年7月30日                                                              | 09   | 1.06     | 2    | -            |
| 2010年8月6日                                                               | 10   | 0.91     | 3    | -            |
| 2010年8月13日                                                              | 11   | 1.25     | 2    | -            |
| 2010年8月20日                                                              | 12   | 0.94     | 2    | -            |
| 2010年8月27日                                                              | 13   | 0.94     | 3    | -            |
| 2010年9月3日                                                               | 14   | 0.98     | 3    | -            |
| 2010年9月10日                                                              | 15   | 1.16     | 3    | -            |
| 2010年9月17日                                                              | 16   | ＜0.98   | 3    | -            |
| 2010年9月24日                                                              | 17   | 1.20     | 3    | -            |
| 2010年10月1日                                                              | 18   | 0.89     | 3    | -            |
| 2010年10月8日                                                              | 19   | 1.00     | 3    | -            |
| 2010年10月15日                                                             | 20   | ＜0.88   | 3    | -            |
| 2010年10月22日台視因播出特別節目《第45屆電視金鐘獎頒獎典禮》，暫停播出一次 |      |          |      |              |
| 2010年10月29日                                                             | 21   | 0.85     | 3    | 完結篇       |
| 平均收視                                                                   | -    | 1.10     | -    | -            |

## 製作團隊
- 原著：袁哲生
- 監製：劉麗惠、陳一俊
- 製作人：曹瑞原
- 製片：蘇國興
- 統籌：許綺鷰
- 劇本：齊錫麟　陳世杰  呂蒔媛　王詞仰
- 導演：曹瑞原
- 副導演：許綺鷰
- 攝影指導：瀟灑哥
- 燈光指導：胡春生
- 剪輯：快速前進影視製作 何君惠
- 美術指導：王詩蕙
- 服裝造型：姚  君
- 梳化妝：許淑華
- 音效設計：斐聲音效工作室　沈志朋　羅湘凌
- 執行製片：亞  蘭
- 助導場記：謝惠雯
- 助理導演：黃常祚
- 製作助理：程依婷　吳明峰  徐理夏
- 攝影助理：陳加融　韓濰鍀
- 燈光助理：陳致仁  施純泰
- 美術助理：呂宛芝  張雅涵
- 服裝助理：黃琮閔
- 梳化助理：林千茹
- 場務領班：郭峻良
- 場務助理：鄭名祥
- 動畫製作：陳威辰  鄭瑋婷
- 企劃：呂蒔媛
- 數位行銷：劉永祺　楊慧敏 顏栢榆
- 責任企畫：柯雁心
- 劇照：郭政彰  陳昭旨  陳晉生
- 幕後花絮：宋柏嶢
- 製作協調：張瀚文
- 後製協調：黃麒霖
- NANA主人：鄧捷涵　陳宥伶

## 訛誤
- 於官方設定中吳所為是62歲，但其中一集講到台灣男性平均壽命是71歲時，亞達就表示他可活多三年（暗示他目前68歲）。

## 外部連結
- 倪亞達 –台視官網 （页面存档备份，存于）（繁體中文）

## 節目的變遷
| 台視 星期五 22:00 - 23:35                  | 台視 星期五 22:00 - 23:35            | 台視 星期五 22:00 - 23:35 |
| ------------------------------------------ | ------------------------------------ | ------------------------- |
|                                            | 倪亞達 （2010.06.04 - 2010.10.29）   |                           |
| 第二回合我愛你 （2010.01.08 - 2010.05.28） | 犀利人妻 （2010.11.05 - 2011.04.15） |                           |